# Джованни (епископ Альбано)
Джованни (Giovanni) — католический церковный деятель XII века. На консистории в мае 1189 года был провозглашен кардиналом-священником с титулом церкви Сан-Клементе. В 1199 году стал кардиналом-епископом диоцеза Альбано. Участвовал в выборах папы 1191 (Целестин III) и 1198 (Иннокентий III) годов.